# Ymer Pampuri
Ymer Pampuri (ur. 30 kwietnia 1944 w Tiranie, zm. 18 stycznia 2017) – albański sztangista, uczestnik Letnich Igrzysk Olimpijskich w Monachium.
W kategorii do 60 kg, podczas konkurencji wyciskania (trójbój) ustanowił rekord olimpijski (127,5 kg), rekord nie został pobity z uwagi na zmianę trybu rozgrywania tej konkurencji (na dwubój) od następnych Igrzysk Olimpijskich (1976).